# NGC 1184
NGC 1184 je galaksija u zviježđu Kefej.

## Vanjske poveznice
- SEDS: NGC 1184